# Головне квантове число
Головне́ ква́нтове число́ — натуральне число, що позначає номер енергетичного рівня в атомі. Характеризує енергію електронів, що займають даний енергетичний рівень. Із зростаючим головним квантовим числом зростають радіус орбіти і енергія електрона. Головне квантове число позначається як n.
Для атома водню енергія рівнів без врахування релятивістських поправок визначається тільки головним квантовим числом:
{\displaystyle E_{n}=-{\frac {R}{n^{2}}}},
де R — стала Рідберга. Для інших атомів такої простої залежності не існує, однак, енергетичні рівні електронів розпадаються, залежно від енергії, на групи, які можна поставити у відповідність з головним квантовим числом. Ці групи рівнів називають електронними оболонками. 
Найбільше число електронів на електронній оболонці визначається за формулою: 
{\displaystyle N=2n^{2}}.
Головне квантове число визначає число вузлових точок радіальних атомних хвильових функцій. 